# Full HD

Оригінальний логотип Sony

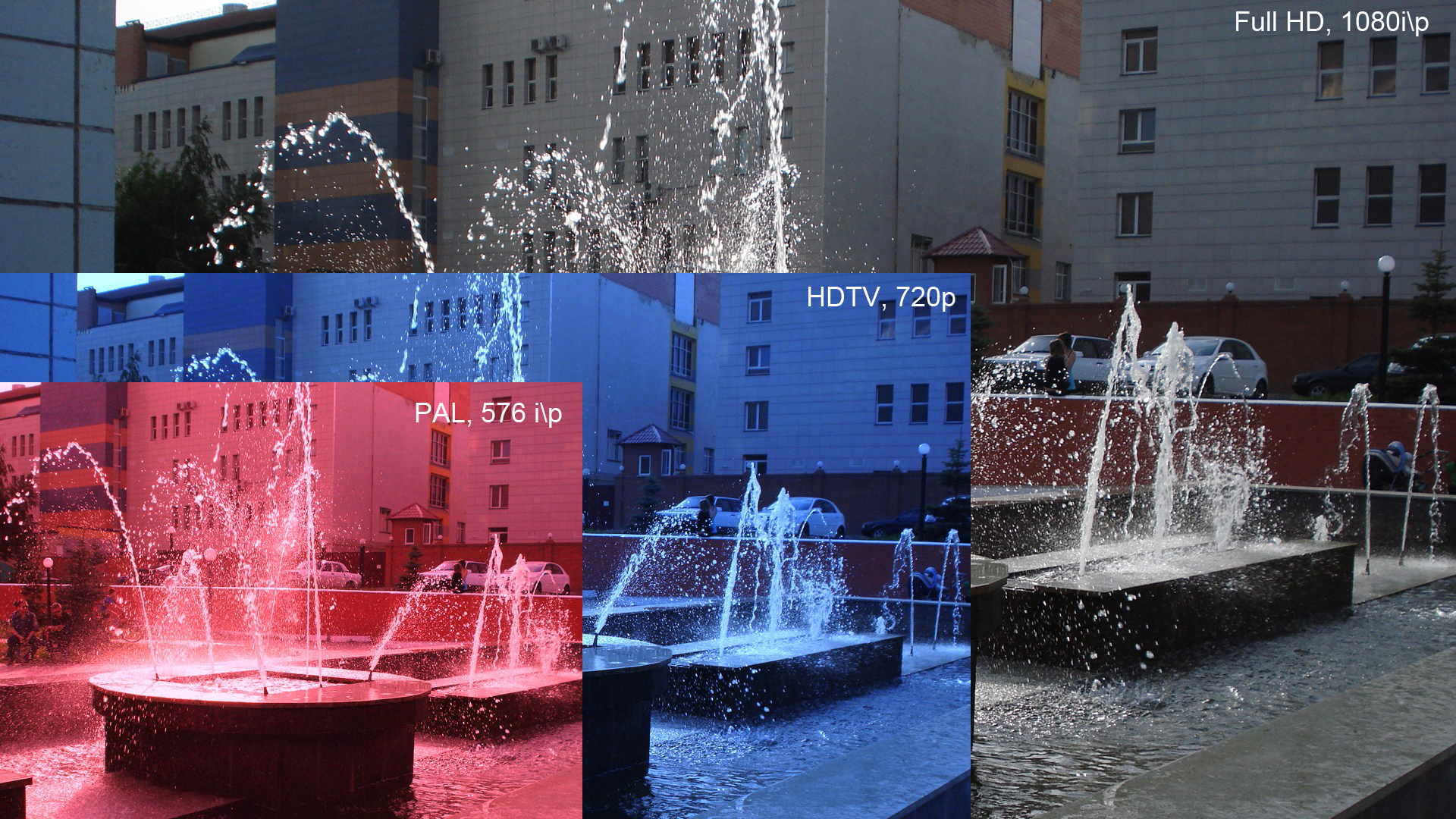
Порівняння стандартних роздільностей телевізійних сигналів. В даному прикладі в кадри HD і FullHD потрапляє більша кількість об'єктів, і об'єкт, що знаходиться в центрі, передається з великою кількістю деталей

Full HD (англ. Full High Definition) — роздільна здатність (РЗ) 1920х1080 точок (пікселів) і частотою кадрів не менше 24/сек. Ця маркетингова назва була вперше введена компанією Sony в 2007 році для низки своїх виробів. Застосовується в трансляціях телебачення з високою чіткістю (Телебачення з високою роздільною здатністю, (англ. High Definition TeleVision, HDTV), у фільмах, записаних на диски Blu-ray і HD-DVD, в телевізорах, комп'ютерних дисплеях, в камерах смартфонів (особливо фронтальних), у відеопроекторах.
Назва Full HD було введена для того, щоб відрізнити роздільну здатність 1920×1080 точок від здатності 1280×720 точок, яку назвали HD Ready. Обидві ці роздільні здатності можуть застосовуватися в телебаченні з високою роздільною здатністю.
Телебачення з високою роздільною здатністю — це телебачення, що передбачає максимальну роздільну здатність дисплею 2560×1440 точок. Роздільна здатність 2560x1440 буває 2к — з прогресивною розгорткою і 1440i — черезрядковою розгорткою, коли один кадр складається з двох напівкадрів.
Існує анаморфний варіант Full HD з неквадратним пікселем і розмірами 1440х1080 пікселів (пропорція сторін пікселя 1,33, тому результуюче співвідношення сторін зображення як і раніше 16:9).
Майже у всіх традиційних форматах ефірного телебачення співвідношення сторін зображення становить 4:3, а в стандарті Full HD (високої чіткості) це співвідношення становить 16:9.
На HDTV-телевізорі (LCD, LED, плазмовий або деяких моделях ЕПТ-телевізорів) можливе відображення традиційного (4:3) формату зображення чотирма способами:
1) «вписати в розмір» — кадр відображається повністю, праворуч і ліворуч залишаються порожні (чорні) смуги;
2) «розтягнути до розміру» — кадр розтягується на ширину екрану непропорційно, роблячи зображення витягнутим в сторони. Для більш-менш адекватного сприйняття картинки, спотворенням більшою мірою піддають праву і ліву частину кадру, зберігаючи центр майже без деформації;
3) «змасштабувати і обрізати» — кадр пропорційно збільшується до ширини екрану, при цьому верх і низ зображення частково обрізається (виходить за межі). У чистому вигляді таке відображення застосовується рідко;
4) поєднуються способи 2 і 3 одночасно (тобто зверху і знизу кадр обрізається в меншій мірі, плюс розтягується по ширині).
Аналогічним чином передаються зображення 16:9 на «звичайному» телевізорі (4:3). Але в цьому випадку чорні смуги залишаються зверху і знизу («вписати в розмір»), обрізаються бічні сторони («змасштабувати і обрізати») або правий і лівий «боки» зображення стискаються до центру («розтягнути до розміру»).
Користувачі телевізора можуть самостійно вибирати спосіб відображення, керуючи відповідними параметрами через меню.
На телевізорах стандарту HDTV зображення Full HD матиме співвідношення сторін 16:9, що дасть цілу і неспотворену картинку.